# 서식스 공자 아치
서식스 공자 아치(영어: Prince Archie of Sussex, 2019년 5월 6일 ~ )는 영국 서식스 공작 해리 왕자와 부인 메건 사이에서 태어난 아들이다. 영국 왕위 계승 순위 제6위이다.

## 칭호
영국 왕실법상 군주의 장손을 제외한 손주들의 자녀들은 왕자 및 공주가 될 수 없으며, "전하"(Royal Highness) 칭호 역시 가질 수 없다. 2019년 5월 기준, 아치의 증조 할머니 엘리자베스 2세가 아직 재임 중이기에 아치가 이 경우에 해당한다. 아치의 부모인 해리 왕자와 메건 부인은 특정한 칭호 대신, 간단히 '도련님' 정도에 해당하는 "Master"(마스터)로 붙여 부르도록 결정하였다.
증조 할머니 사후 할아버지인 찰스 3세가 재임하면서 2023년 3월 8일 해리 왕자 부부의 공식 대변인을 통해 공식적으로 여동생인 릴리의 세례 소식과 '공주(Princess)'의 왕실 호칭을 사용할 것임을 보아 아치도 공식적으로 '왕자(Prince)'의 왕실 호칭을 사용할 것으로 여겨졌고, 3월 9일부로 영국 왕실 공식사이트에 '서식스 공자 아치(Prince Archie of Sussex)'라고 공식적으로 호칭하였다.